# Acido ipofluoroso
L'acido ipofluoroso è un composto chimico con formula HFO.  È un intermedio nell'ossidazione dell'acqua da parte del fluoro, il quale produce HF e ossigeno.
È l'unico acido ipoalogenoso che può essere isolato come solido.
HFO è esplosivo, decomponendosi in ossigeno e HF.
Il composto è stato studiato in fase solida dalla cristallografia ai raggi x come una molecola con un angolo di 101°. I legami di O-F e O-H sono rispettivamente di 144.2 e 78 pm.  La struttura solida consiste in catene con collegamenti O-H---O. Da notare che le misurazioni nella fase solida differiscono da quelle della fase gassosa, che sono mostrate nell'illustrazione sulla tabella.
L'acido ipofluoroso in acetonitrile (generato in situ facendo passare fluoro gassoso in acetonitrile "umido") serve come agente trasportatore di ossigeno altamente elettrofilo.
Trattando la fenantrolina con questo reagente si riesce ad ottenere il finora elusivo 1-10 diossido di fenantrolina, più di 50 anni dopo il primo tentativo senza successo.